# وارداپتیان
وارداپتیان (زبان ارمنی: Վարդապետյան), یکی از نام‌های خانوادگی رایج در میان ارمنیان می‌باشد.
- آرام وارداپتیان سیاستمدار
- آرمن وارداپتیان نقاش، جواهرساز و مجسمه‌ساز
- آمادونی وارداپتیان سیاست‌مدار
- آنا وارداپتیان حقوق‌دان و سیاستمدار
- بابکن وارداپتیان زمین‌شناس
- داجات وارداپتیان سیاستمدار
- لئون وارداپتیان حقوق‌دان و سیاستمدار
- هاملت وارداپتیان فیزیک‌دان